# Òptica no lineal
L'òptica no lineal (ONL) és una branca de l'òptica. La ONL descriu el comportament de les interaccions material-llum on no es pot aplicar el principi de superposició. En general, es descriu mitjançant una resposta de polarització P davant un camp electromagnètic E. Per poder observar l'efecte no lineal (NL) calen camps molt intensos (comparables als camps elèctrics intera-atòmics, d'al voltant 108 V/m) com els que s'obtenen per fonts làser.
Per això, les primeres observacions de fenòmens d'ONL coincideixen amb la construcció del primer làser. Per exemple, Peter Franken i els seus col·laboradors de la Universitat de Michigan van informar per primera vegada el fenomen NL de generació del segon harmònic òptic el 1961. Van observar l'obtenció d'un feix verd procedent d'una mostra de quars que era irradiada amb llum infraroja emanada per un làser de robí.

## Característiques
La resposta òptica no lineal és ben coneguda en dispositius electrònics fabricats amb semiconductors. Només cal imaginar-se un ressort. En cert interval de la seva elongació, aquest respon linealment a l'efecte d'una força, seguint la coneguda llei de Hooke. La molla exerceix una altra força de sentit contrari a la que provoca aquesta elongació. Si aquesta força desapareix, la molla torna a la seva mida original. No obstant això, arriba el moment en què la força és tan gran, que la molla es deforma permanentment o fins i tot es trenca. En aquest moment, la molla deixa de comportar-se linealment.
Quan un senyal sinusoidal és transferida d'una entrada a una sortida d'un element no lineal, aquest senyal deixa de ser sinusoidal i es converteix en una funció composta.
Els elements òptics transparents normalment es comporten com a transmissors lineals. Així, quan una llum monocromàtica de baixa intensitat els travessa, els transmet proporcionalment a la seva intensitat. No obstant això, quan la intensitat de la llum és molt gran (e.g. quan s'empra un làser), el material comença a exhibir efectes òptics no lineals.
La generació d'harmònics òptics és desitjable moltes vegades. Alguns materials com el KDP, l'ADP, el LiNbO3, el KTP, exhibeixen l'efecte no lineal amb un baix relatiu nivell d'irradiació. Els cristalls de KDP més grans del món s'empren actualment en el LLNL en el projecte de fusió per confinament inercial, mitjançant làser. En aquest projecte, s'empra un sistema MOPA (Master oscillator power amplifier) de làser Nd-YAG i ND: vidre treballant en la seva línia fonamental de 1,06 micres. Al final d'aquesta cadena hi ha diversos cristalls de KDP d'uns 45 cm de diàmetre que transformen aquest feix infraroig en un feix verd de 532 nm.
Per supòsits la generació d'harmònics no és exclusiva dels materials inorgànics. Compostos orgànics amb estructura d'azobencen també poden presentar la generació d'harmònics. No obstant això, aquests materials solen presentar problemes d'estabilitat tèrmica, de manera que els efectes òptics no lineals es perden amb el temps.